# リシリな夜
『リシリな夜』（リシリなよる）は、TBSほかで2013年10月21日未明（20日深夜）から2014年3月24日未明（23日深夜）まで放送されていたトークバラエティ番組である。

## 概要
屋台の店主である石橋貴明が「食」や「仕事」をテーマに、客（ゲスト）とトークを繰り広げる。
2013年12月23日（月曜日） 1:15 - 2:15（JST）には、初の1時間スペシャルが放送された。
2014年3月24日の放送をもって最終回を迎え、約半年間の放送の歴史に幕を下ろした。これに伴い、石橋にとって1995年開始の『ねる様の踏み絵』から番組を替えながら約18年間続いてきたTBSのレギュラーテレビ番組シリーズに終止符を打つことになった。

## 出演者
MC
- 石橋貴明（とんねるず）
- 古谷英一（TBS・番組プロデューサー）

## 放送リスト
2013年
| 回 | 放送日   | ゲスト                                                                           |
| -- | -------- | -------------------------------------------------------------------------------- |
| 1  | 10月21日 | 白鵬翔（第69代横綱）                                                             |
| 2  | 10月28日 | 武豊（騎手）                                                                     |
| 3  | 11月4日  | 竹田恆和（JOC会長）                                                              |
| 4  | 11月11日 | 西村賢太（小説家・作家）                                                         |
| 5  | 11月18日 | 三谷幸喜（映画監督・脚本家・演出家）                                             |
| 6  | 11月25日 | 三谷幸喜（映画監督・脚本家・演出家）                                             |
| 7  | 12月2日  | 壇蜜（タレント・グラビアアイドル・女優）                                         |
| 8  | 12月9日  | 石井一久（元野球選手）・青木宣親（野球選手）                                     |
| 9  | 12月16日 | 石井一久（元野球選手）・青木宣親（野球選手）・福島良一（スポーツジャーナリスト） |
| 10 | 12月23日 | 笑福亭鶴瓶（落語家・タレント）（※「1時間スペシャル」）                           |

2014年
| 回 | 放送日  | ゲスト                                            |
| -- | ------- | ------------------------------------------------- |
| 11 | 1月13日 | （※「トーク傑作選&未公開スペシャル」）            |
| 12 | 1月20日 | 古田新太・杉本哲太（俳優）                        |
| 13 | 1月27日 | 古田新太・杉本哲太（俳優）                        |
| 14 | 2月3日  | 武石憲貴（怪魚ハンター）                          |
| 15 | 2月10日 | 大杉漣（俳優）                                    |
| 16 | 2月17日 | 水谷豊（俳優）                                    |
| 17 | 2月24日 | 水谷豊（俳優）                                    |
| 18 | 3月3日  | 市村正親（俳優）                                  |
| 19 | 3月10日 | （※「トーク傑作選&未公開スペシャル 第2弾」）      |
| 20 | 3月17日 | 伊集院静（作家）（※「最終回スペシャル・第一夜」） |
| 21 | 3月24日 | 伊集院静（作家）（※「最終回スペシャル・第二夜」） |

## ネット局
| 放送対象地域 | 放送局            | 系列    | 放送期間                       | 放送日時                     | 遅れ     |
| ------------ | ----------------- | ------- | ------------------------------ | ---------------------------- | -------- |
| 関東広域圏   | TBSテレビ（TBS）  | TBS系列 | 2013年10月21日 - 2014年3月24日 | 月曜 0:50 - 1:20（日曜深夜） | 製作局   |
| 北海道       | 北海道放送（HBC） | TBS系列 | 2013年11月5日 - 2014年4月8日   | 火曜 0:59 - 1:29（月曜深夜） | 16日遅れ |
| 中京広域圏   | CBCテレビ（CBC）  | TBS系列 | 2014年1月16日 -                | 木曜 2:10 - 2:40（水曜深夜） | 87日遅れ |

## スタッフ
- タイトルナレーション：大杉漣
- ナレーション：佐藤アサト
- 構成：遠藤察男、美濃部達宏
- CG：増田隼人
- TM：山下直
- TD：南賢治
- VE：對間敏文
- カメラ：井上久徳
- 音声：藤井忍
- 照明：原 昇、佐々木理衣
- 美術プロデューサー・美術デザイナー：石井健将
- 美術制作：朝川菜美
- 装置：佐藤恵美、栖田祥之
- 装飾：深山健太郎
- 電飾：岩田夕奈
- ヘアメイク：尚司芳和、ヘアーベル
- スタイリスト：倉科裕子
- 音響効果：花谷伸也
- 編集：奈良貢、美田愼太郎
- MA：新田領
- TK：常藤直子
- 編成：藤原麻知
- 番組宣伝：鈴木慎治
- 技術協力：東通、TAMCO、ラ・ルーチェ、TBSテックス、サウンド ユニバース
- 協力：利尻町役場、利尻富士町役場、三慶サービス
- 制作協力：Arrival
- マネージメントプロデューサー：小谷和彦
- AP：白山真穂
- AD：古賀輝彦
- ディレクター：大谷賢一、江口聡昭、高橋圭司
- プロデューサー・総合演出：成田ルモイ
- プロデューサー：古谷英一
- エグゼグティブプロデューサー：大木真太郎
- 製作著作：TBS